# Goldstone Ground
Goldstone Ground – nieistniejący stadion piłkarski, na którym swoje mecze rozgrywał zespół Brighton & Hove Albion. 
Stadion zbudowano w 1901 roku i początkowo korzystała z niego drużyna Hove; Brighton & Hove Albion pierwsze spotkanie rozegrało 22 lutego 1902. W grudniu 1958 padł rekord frekwencji; mecz z Fulham obejrzało 36 747 widzów. 
W ramach turnieju piłkarskiego na Igrzyskach Olimpijskich w 1948 roku, na Goldstone Ground odbył się mecz rundy kwalifikacyjnej Luksemburg - Afganistan.
W latach dziewięćdziesiątych XX wieku pogarszająca się sytuacja finansowa klubu zmusiła zarząd do sprzedaży terenów, na których znajdował się obiekt, co spowodowało protesty kibiców. 
Ostatni mecz na Goldstone Ground odbył się 26 kwietnia 1997 roku. W miejscu po dawnym stadionie znajduje się obecnie centrum handlowe.